# حمام غب
حمام غب (بالفارسية: حمام گپ) هو حمام تاريخي يعود إلى السلالة الصفوية، ويقع في خرم أباد.